# Michałów (Tomaszów Mazowiecki)
Pour les articles homonymes, voir Michałów.
Michałów est une localité polonaise de la gmina de Rokiciny, située dans le powiat de Tomaszów Mazowiecki en voïvodie de Łódź.